# Лопес Гонсалес, Эустасио
Эуста́сио Ло́пес Гонса́лес (исп. Eustasio López González; род. 27 октября 1953, Агуимес, Лас-Пальмас) — испанский предприниматель. Известен как один из основателей компании «Lopesan», занимающейся туристической, строительной, промышленной и сельскохозяйственной деятельностью.
В 2021 году испанская версия журнала Forbes опубликовала список «100 самых богатых испанцев», в котором Эустасио Лопес Гонсалес занял 87 строку с состоянием в 300 миллионов евро.

## Биография

### Предпринимательство
Он начал заниматься предпринимательством в возрасте 14 лет, после смерти его отца. Летом 1972 года вместе со своими братьями он основал компанию «Hijos de Francisco López Sánchez» (LOPESAN), изначально занимающуюся строительством.

#### Строительный сектор
В 1974 году компания приобрела первый завод по производству горячего асфальтобетона на Канарских островах. В настоящее время промышленное подразделение компании по-прежнему состоит из компаний, которые охватывают все области, связанные со строительством, со значительным объемом подрядных работ и участием в проектах, имеющих большое социальное и экономическое значение на островах.
С середины 1970-х до середины 1990-х годов его компания занималась асфальтированием взлётно-посадочных полос аэропорта Гран-Канарии.

#### Туристический сектор
Интерес к туристическому сектору начался в 1991 году с покупки туристического комплекса Альтамарена на Фуэртевентуре. В 1995 году был создан бренд «Lopesan Hotel Group», после чего состоялись новые приобретения отелей в Плая-дель-Инглес: Hotel Buenaventura и Catarina Playa. Позднее, в 1999 году, компания приобрела контрольный пакет акций немецкой компании «IFA Hotels & Touristik».
Параллельно с этими приобретениями в конце 1990-х годов «Lopesan» начала строительство собственных отелей, с самого начала сделав ставку на концепцию курорта. В 2001 году был открыт курорт на 1136 номеров «Lopesan Costa Meloneras, Corallium Spa and Casino».
В 2004 году была куплена Лопесанская вилла, показывающая традиционную архитектуру острова.
В 2009 году был открыт третий курорт — «Lopesan Baobab», вдохновлённый африканской архитектурой.
По состоянию на 2010 год, «Lopesan Hotel Group» владеет 20 отелями в Испании, Германии, Австрии и Доминиканской Республики, а также входит в десятку крупнейших в Испании по обороту.

#### Промышленный и сельскохозяйственный сектор
В 2012 году появилась компания «Cook & Events», занимающаяся производством и продажей готовых блюд. Компания ежедневно готовит более 35 000 блюд.
В 2014 году было приобретено поместье, в котором расположены плантации бананов, манго, авокадо и цитрусовых.

## Скандалы
В декабре 2021 года, Следственный суд № 2 Лас-Пальмас-де-Гран-Канария предъявил обвинение Эустасио Лопесу Гонсалесу в совершении двух преступлений, связанных с проституцией несовершеннолетних.
В январе 2022 года суд отклонил апелляцию, в которой защита бизнесмена просила признать судебное разбирательство недействительным.
В июне 2022 года суд заявил о том, что обвиняемый сядет на скамью подсудимых.